# Distretto dei Monti Garo Orientali
Il distretto dei Monti Garo Orientali è un distretto dello stato del Meghalaya, in India. Il suo capoluogo è Williamnagar.